# Despertando a Ned
Despertando a Ned (Waking Ned en V.O.) es una comedia británicoirlandesa de 1998 dirigida y escrita por Kirk Jones y protagonizada por Ian Bannen, David Kelly y Fionnula Flanagan. El actor Kelly fue nominado al premio del Sindicato de Actores en la categoría al mejor actor de reparto por su papel de Michael O'Sullivan.
La trama está ubicada en Irlanda, aunque el rodaje tuvo lugar en la Isla de Man. El film fue producido por Canal + y Tomboy Films y distribuida por Fox Searchlight Pictures.

## Argumento
Cuando Jackie O'Shea y Michael Sullivan (Ian Bannen y David Kelly), dos amigos ancianos de Tulaigh Mhór, una pequeña localidad de 52 habitantes descubren que a uno de sus vecinos les ha tocado la Lotería Nacional, tratan de averiguar la identidad del agraciado con la ayuda de Annie (Fionnula Flanagan). Como ardid, preparan una cena de pollo e invitan a todos los vecinos para reducir la lista de posibles, dando así con el nombre de Ned Devine (Jimmy Keogh), el cual no asistió a la fiesta. Cuando los dos se dirigen a su casa con la excusa de llevarle la cena, descubren el cuerpo sin vida de Devine, fallecido supuestamente de un infarto por la emoción de ser el único ganador del país. Devastado por la pérdida de su amigo, Jackie sueña con que Ned desea compartir el premio con la gente del pueblo, puesto que no tiene familiares que reclamen el boleto. Razón por la que O'Shea y Sullivan pretenden hacerse pasar por el fallecido ante un inspector de la administración (Adrian Robinson) a pesar de la oposición de Annie.
Sin embargo, cuando este les informa de que el premio es mayor del que pensaban por el bote acumulado (cerca de 7 millones de libras irlandesas) y que además, para que no exista fraude, debe hablar con todos los vecinos para que le confirmen de que se trata del verdadero agraciado, estos se ven obligados a involucrar al pueblo. No obstante, Lizzie Quinn (Eileen Dromey) se niega a participar en la farsa a menos que reciba una parte mayor a cambio de no informar de la trama a la administración lotera. Mientras tanto, los demás ofician el entierro de Devine mientras la vecina decide marchar hasta Dublín para informar de la estafa hasta que su silla de ruedas se queda sin batería y decide buscar una cabina telefónica por la carretera. Casualmente el inspector irrumpe en la ceremonia para sorpresa de todos y Sullivan acepta pasarse por el fallecido al que van a enterrar.
Tras la ceremonia, el inspector le hace entrega a Devine (i.e. Sullivan) del cheque. Satisfecho de su obra, los vecinos celebran el premio por todo lo alto mientras el inspector regresa a Dublín con la mala suerte de perder el control del vehículo al estornudar y estar a punto de chocar contra un coche que en el momento de esquivar al vehículo choca contra la cabina desde donde Quinn pretendía llamar y fallece por el brutal impacto, ya que la cabina salió disparada por un acantilado.

## Reparto
- Ian Bannen es Jackie O'Shea.
- David Kelly es Michael Sullivan.
- Fionnula Flanagan es Annie O'Shea.
- Jimmy Keogh es Ned Devine.
- Eileen Dromey es Lizzie Quinn.
- Adrian Robinson es Inspector de Lotería.
- James Nesbitt es Finn.
- Susan Lynch es Maggie O'Toole.

## Producción y recepción
El rodaje tuvo lugar en Cregneash, Isla de Man, localidad que sirvió para recrear la localidad ficticia de Tulaigh Mhór.
La película recaudó 911,901 £ en las carteleras en su primer estreno y 2,16 millones de £ a nivel internacional cosechando un total de 3,45 millones de £. Las críticas fueron positivas. En el sitio web Rotten Tomatoes, el film obtuvo un 83% de nota por parte de todos los críticos.
El director Kirk Jones fue nominado a un BAFTA al Mejor Director y Guionista Novel. La producción fue nominada en varios festivales, en algunos de ellos se llevó algunos premios entre los que se encuentra el Sindicato de Actores, Satellite y el National Board of Review.